# Walace Guimarães
Walace Santos Guimarães (Mucurici, 18 de novembro de 1961), é um médico e politico brasileiro. Foi deputado estadual, vereador e prefeito da cidade de Várzea Grande entre os anos de 2013 ao dia 5 de maio de 2015: quando cassado por caixa 2 nas eleições de 2012.

## Formação
Walace Guimarães se formou em medicina pela Escola de Medicina da Santa Casa de Misericórdia em Vitória e em 1990 mudou se para Várzea Grande na Região Metropolitana de Cuiabá.

## Biografia
Walace nasceu no município de Mucurici no estado do Espírito Santo, em 1961, em 1987 Formou-se em medicina pela Escola de Medicina da Santa Casa de Misericórdia em Vitória, capital do Espírito Santo e em 1990 mudou se para Várzea Grande na Região Metropolitana de Cuiabá
Em 1997 foi presidente do Unimed, sediada em Cuiabá.
No ano 2000, disputou as eleições para vereador se elegendo assumindo o cargo de presidente do legislativo municipal. Em 2004 disputou as eleições para prefeito mais perdeu a disputa para Murilo Domingos. Em 2006 se elegeu deputado estadual pelo PFL e se reelegendo para o ano de 2011 a 2014.

## Carreira política
Walace Guimarães foi filiado ao PFL de Várzea Grande de 2000 a 2008. Foi duas vezes verador da cidade (2000, 2004) deputado estadual e duas vezes (2006 e 2010). Foi presidente da Câmara Municipal. Em 2004 disputou as eleições para prefeito de Várzea Grande, mais perdeu a disputa para Murilo Domingos. Desde 2006, se candidatou e se elegeu ao cargo de deputado estadual. Durante seu mandato, participou de comissões como deputado estadual, Na Assembleia Legislativa de Mato Grosso, destacou-se como presidente da Comissão de Saúde.
Em 2012 disputou novamente a prefeitura e foi eleito prefeito de Várzea Grande, pelo PMDB, no primeiro turno com 47.105 votos contra Lucimar Campos do Democratas que obteve 44.653 votos e Tião da Zaeli pelo PSD, que obteve 41.168 votos. Foi cassado por caixa dois.